# 唐衣
唐衣は、（からぎぬ・からころも・からごろも）と呼ばれ以下の意味を持つ。
1. 唐衣（からぎぬ）は、女房装束を構成する上衣の一つ。詳細は後述。
2. 唐衣（からころも）は、和歌において「着る」などにかかる枕詞。在原業平の代表的な歌でよく知られている。
3. 唐衣（からごろも）は、箏曲の曲名。幕末の万延、文久頃、名古屋、京都で活躍した盲人音楽家吉沢検校が作曲した。『初瀬川』『山桜』『新雪月花』と共に、「新古今組」の一曲。新古今和歌集から唐衣の歌を採り、吉沢自身が考案した「新古今調子」という新たな箏の調弦法によって作曲されている。当時の複雑煩瑣に発達した音楽から、復古的な簡潔美を求めて作られた。
4. 唐衣（タンイ、당의）は、中国から朝鮮に伝来した礼服。女性が身に着けた。

## 女房装束の唐衣

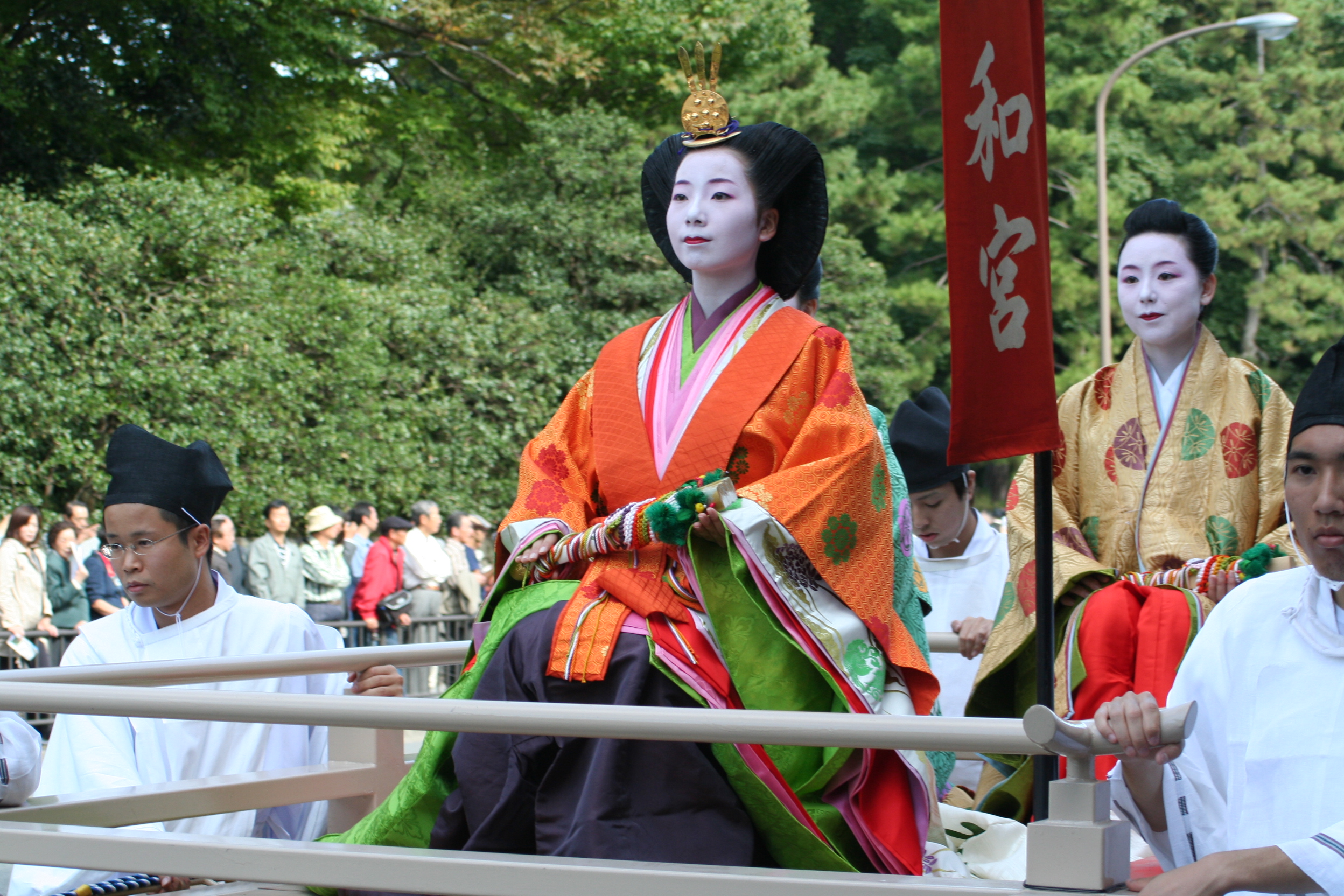
唐衣を含めた十二単を着用した女性（時代祭）

唐衣（からぎぬ）は、女房装束（十二単）の一番上に着用する、腰までの長さの短い上衣である。左右の襟が体の前で向きあう対襟形式で、襟は羽織のように外に折り返し、下に着る袿類よりやや短い袖がつく。基本的には裳と一緒に着用する。
明確な起源は分っていないが、10世紀の『和名類聚抄』の背子の説明に、和名で「カラキヌ（加良岐沼）」と呼び、形は半臂（はんぴ）に似て襴（裾の下につける横向きの布）がなく、女性が着用する袷の表衣であると記され、この背子が平安時代に袖が付き、大振りになるなど上着様式に整えられた結果、後世唐衣と呼ばれる衣服になったと考えられている。また、正倉院には伎楽の女性が着用したと伝承される、ベストのような袖のない短い衣服が現存しているが「背子」という墨書もないため、何であったか詳細は不明となっている。
唐衣の生地は、身分により異なり、また奢侈禁制の影響を受けてその時々でも変わった。青色（麹塵・緑系の色）や赤色（赤紫）の「織物」（高級な紋織物をさす語）とよばれる地は、特に許された女性しか着用できなかった（禁色）。また、『西宮記』によると、節会などの重い儀式には「摺唐衣」もしくは「海浦唐衣」とよばれる波の文様を摺った（描き絵の代用品も多い）ものと、赤い目染裳が用いられ、そのしきたりは中世まで継続した。この名残が采女装束に見られる。
裏地には通常は菱文の綾を用いる。近世は40歳未満の女性は裏地に板引といって糊を厚く引き、滑らかな板に張って平滑な糊の層でコーティングして艶を出した。近世の赤色唐衣は経糸は紫、緯糸は紅で織り、山科流では裏を縹とし、高倉流は表と同系色を用いた。青色唐衣は経糸緑、緯糸黄で織り、このとき、山科流では黄色の裏をつける。なお、秩父宮妃勢津子は婚礼の時経緯とも緑の、緑裏の唐衣を用いて青色と称したが、近代の新儀であろう。皇太子妃雅子（当時）の青色唐衣もまたこの例に従った。
皇后の料は、古くは赤色や青色の織物が多いが、後深草天皇即位の時、母后は白唐衣を用いた。また立后のときは唐衣と表着に白を用いるのが平安中期以降の慣例であり、これらを参照して大正以降即位の礼の皇后の料は白唐衣に緑系統の表着という組み合わせに固定化した。
女性神職装束の唐衣は、正絹固地綾無双織小葵臥蝶丸紋、亀甲菊紋、三重欅向蝶、古代葵木瓜文などを用いる。